# 安芸国虎
安芸 国虎（あき くにとら）は、戦国時代の武将。土佐国の国人。

## 生涯
享禄3年（1530年）、土佐安芸郡の領主・安芸元泰の子として誕生。
安芸氏の祖先は蘇我赤兄とされ現・高知県安芸市域を拠点として土佐七雄の一角に数えられた。安芸氏は代々土佐守護を兼ねる室町幕府管領の細川京兆家当主より偏諱を賜っていた。国虎は安芸氏の慣例に倣い、細川高国より「国」の一字を賜り、国虎と名乗る。
永禄年間前期、長宗我部元親の家臣・吉田重俊が守護する香美郡夜須の領有権を巡り争いが起きる。そうした中で馬ノ上村の領有権を主張する安芸氏が軍を侵出させたことから長宗我部氏と敵対する事となった。永禄6年（1563年）に元親が本山氏を攻めるために主力を率いて本山に向かうと、義兄の一条兼定から3000の援軍を得て5000の大軍で岡豊城へ攻め込むが、重俊の奮戦もあり敗退した。国虎は再度の出兵を計画し、元親もまた国虎を攻めようと画策したが、一条兼定の仲介により、永禄7年（1564年）に元親と和睦した。
永禄12年（1569年）4月初旬、元親は国虎に岡豊に来訪して友好を深めようと使者を派遣したが、これに対し国虎は使者の言葉を曲解して使者を追い返し、重臣の黒岩越前の諫言も聞かずに和睦を破り義兄の兼定と共に元親を討伐しようとした。しかし元親は本山氏を既に服従させて勢力を増強させており、7月に元親は7000の兵を率いて安芸領に侵攻。対する国虎も5000の兵を率いて、安芸城、新荘城、穴内城などの防備を固める。しかし、八流の戦いで大敗してしまい城も悉く落とされてしまう。国虎は安芸城に籠城したが、譜代の家臣らの多くが元親に内応したため防衛は困難な情勢となる。それでも24日間にわたって抗戦したが、兵糧も尽き、一条氏からの後詰も無く、城内の井戸に毒を入れられるなどの調略により落城寸前になったため、家臣と領民の命と引き替えに自害することを元親に申し入れた。さらに正室を土佐一条氏に送り返して遺児の千寿丸を家臣の畑山元氏に託して阿波国に落としたあと、8月11日に菩提寺の浄貞寺に入って自害した。享年40。このとき、重臣の多くが国虎の後を追って殉死した。尚、歴史学的には2名の実子は生母不明とせざるを得ないが、2名の実子の子孫の中では土佐一条氏の娘とされる。
その後、元親は安芸氏の所領をことごとく平定し、実弟の香宗我部親泰を安芸城に入れて安芸氏の名跡を継がせようとしたが、家臣に反対されたため安芸守を名乗らせたという。

## 家族
- 祖父：安芸元親
  - 父：安芸元泰（?-1544）
  - 母：不詳
    - 本人：安芸国虎
    - 正室：一条房基娘
      - 男子：安芸千寿丸（別名 矢野又六）
      - 男子：安芸家友（別名 成山三郎左衛門）贈従五位
        - 子孫：安芸喜代香

## その他
- 2011年（平成23年）より、高知県奈半利町・安芸市から京阪神への高速バスが開設され、国虎の名前を用いた「国虎号」の愛称が付けられた。